# Crisis de Timor Oriental de 1999
La Crisis de Timor Oriental de 1999 empezó cuando las fuerzas contrarias a la independencia de este país atacaron a civiles y crearon una situación de violencia generalizada en toda la región, especialmente en la capital Dili. La violencia estalló después de que la mayoría de habitantes de Timor Oriental votaran a favor de la independencia de Indonesia en el referéndum de 1999. En los incidentes murieron unas 1,400 personas, y se tuvo que desplegar una fuerza de la ONU (la InterFET, formada principalmente por efectivos del ejército australiano) para pacificar la situación y mantener la paz.

## Detalles

### Antecedentes: el referéndum
La independencia de Timor Oriental, o incluso la autonomía regional limitada, nunca iba a ser permitido bajo el Nuevo Orden de Suharto. A pesar de la opinión pública de Indonesia en la década de 1990 en ocasiones muestran agradecimiento a regañadientes de la posición de Timor, se temía que un Timor Oriental independiente desestabilizaría la unidad de Indonesia. los esfuerzos de mediación renovados auspiciado por las Naciones Unidas entre Indonesia y Portugal comenzaron a principios de 1997, La crisis financiera asiática de 1997, sin embargo, causó una tremenda conmoción en Indonesia y llevó a la renuncia de Suharto en mayo de 1998, poniendo fin a su presidencia de treinta años. Prabowo Subianto, por entonces al mando de la poderosa Reserva Estratégica de Indonesia, se exilió en Jordania y las operaciones militares en Timor Oriental estaban costando al gobierno de Indonesia a la quiebra de un millón de dólares al día. El período subsiguiente "reformasi" de relativa apertura política y la transición, incluido un debate sin precedentes sobre la relación de Indonesia con Timor Oriental. Para el resto de 1998, los foros de discusión se llevó a cabo a lo largo de Dili trabajando hacia un referéndum. El ministro de Relaciones Exteriores Ali Alatas, describió los planes de autonomía por fases que conducen a una posible independencia como "todo dolor, no hay ganancia" para Indonesia. El 8 de junio de 1998, tres semanas después de asumir el cargo, el sucesor de Suharto Jusuf Habibie anuncia que Indonesia pronto ofrecerá Timor Oriental un plan especial para la autonomía.
A finales de 1998, el Gobierno australiano de John Howard redactó una carta a Indonesia asesoramiento de un cambio en la política australiana, y abogar por la celebración del referéndum sobre la independencia en el plazo de una década. Presidente Habibie vio tal disposición en el sentido de "dominio colonial" por Indonesia y decidió llamar a un referéndum a presión sobre el tema.

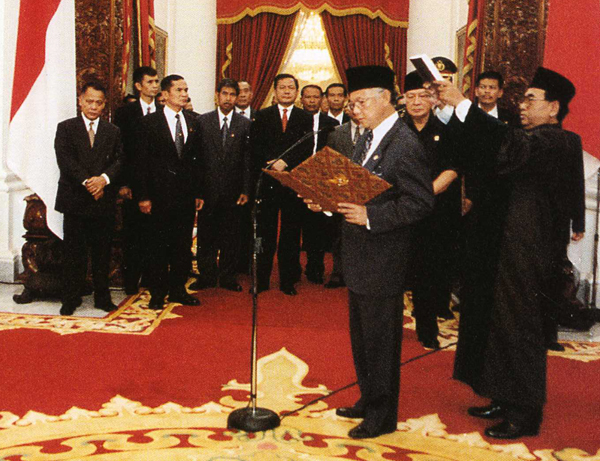
Presidente de Indonesia Jusuf Habibie presta juramento presidencial el 21 de mayo de 1998.

Indonesia y Portugal anunciaron el 5 de mayo de 1999 que había acordado la celebración de una votación que permite al pueblo de Timor Oriental para elegir entre el plan de autonomía o la independencia. La votación, que sería administrado por la Misión de las Naciones Unidas en Timor Oriental (UNAMET), estaba programado originalmente para el 8 de agosto, pero más tarde aplazado hasta el 30 de agosto. Indonesia también se hizo cargo de la seguridad; este acuerdo causó preocupación en Timor Oriental, pero muchos observadores creen que Indonesia hubiera negado a permitir que las fuerzas de paz extranjeras durante la votación

### Elecciones y violencia
Inmediatamente después de las votaciones, las fuerzas paramilitares proindonesias, que tenían el apoyo del ejército de este país, y los mismos soldados indonesios empezaron una campaña de violencia y terrorismo en represalia por los resultados. Los militares y paramilitares asesinaron a unas 1,400 personas y forzaron a unas 300,000 a desplazarse como refugiadas a Timor Occidental. Además, destruyeron la mayoría de las infraestructuras del país (casas, sistemas de irrigación, sistemas de abastecimiento de agua, escuelas y casi toda la red eléctrica). Alegando parcialidad independentista por parte de UNAMET, se vio a los grupos trabajando con soldados indonesios y recibiendo entrenamiento de ellos. Antes de que se anunciara el acuerdo de mayo, un ataque paramilitar en abril en Liquiça dejó decenas de muertos en Timor Oriental. El 16 de mayo de 1999, una banda acompañada por tropas indonesias atacó a presuntos activistas independentistas en la aldea de Atara; en junio otro grupo atacó una oficina de UNAMET en Maliana. Las autoridades indonesias afirmaron que no podían detener lo que afirmaban era violencia entre facciones rivales de Timor Oriental, pero Ramos-Horta se unió a muchos otros para burlarse de tales nociones. En febrero de 1999 dijo: "Antes de que [Indonesia] se retire, quiere causar grandes estragos y desestabilización, como siempre ha prometido. Lo hemos escuchado constantemente a lo largo de los años del ejército indonesio en Timor".
Mientras los líderes de la milicia advertían sobre un "baño de sangre", el "embajador itinerante" de Indonesia, Francisco Lopes da Cruz, declaró: "Si la gente rechaza la autonomía, existe la posibilidad de que la sangre fluya en Timor Oriental". Un líder paramilitar anunció que se produciría un "mar de fuego" en caso de una votación a favor de la independencia. A medida que se acercaba la fecha de la votación, continuaron acumulándose informes de violencia contra la independencia.
Según Noam Chomsky, «En un mes, esta gran operación militar asesinó a unas 2,000 personas, violó centenares de mujeres y chicas, desplazó tres cuartas partes de la población y destruyó el 75 por ciento de las infraestructuras del país».

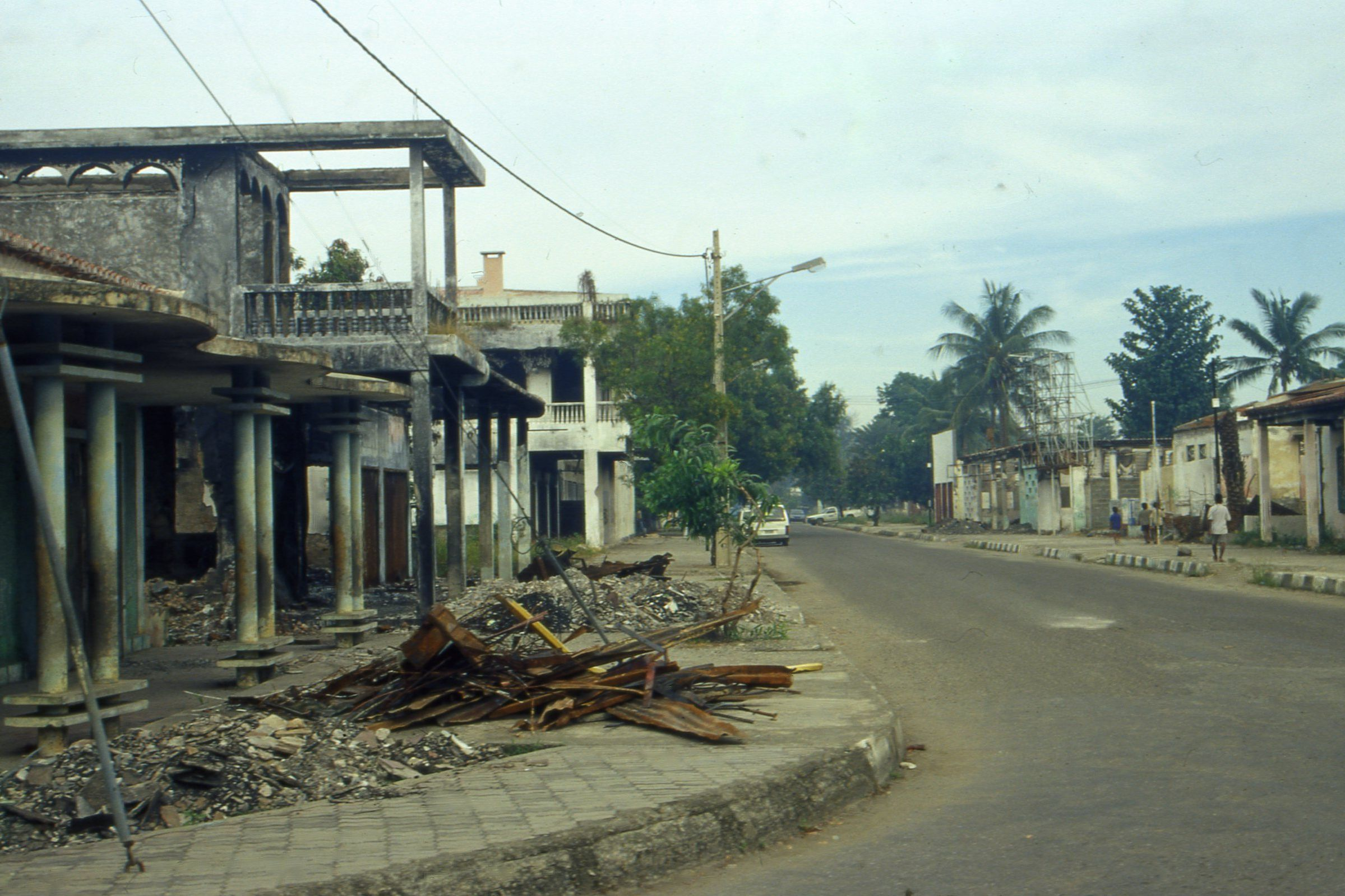
Escenas de destrucción en Dili

El día de la votación, el 30 de agosto de 1999, transcurrió en general en calma y en orden. El 98,6 por ciento de los votantes registrados votaron y el 4 de septiembre el Secretario General de la ONU Kofi Annan anunció que el 78,5 por ciento de los votos se habían emitido a favor de la independencia.Ante la insistencia del "Nuevo Orden" en que los timorenses orientales apoyaban la integración, los indonesios se sorprendieron o se mostraron incrédulos de que los timorenses orientales hubieran votado en contra de ser parte de Indonesia.
Muchos aceptaron historias de los medios que culpaban a las Naciones Unidas supervisoras y a Australia que habían presionado a Habibie para una resolución.
Cuando el personal de UNAMET regresó a Dili después de la votación, las ciudades comenzaron a ser arrasadas sistemáticamente. A las pocas horas de los resultados, los grupos paramilitares habían comenzado a atacar a la gente y a provocar incendios alrededor de la capital Dili. Los periodistas y observadores electorales extranjeros huyeron y decenas de miles de timorenses orientales huyeron a las montañas. Pandillas musulmanas indonesias atacaron el edificio de la Diócesis católica de Dili, matando a dos docenas de personas; al día siguiente, la sede del CICR fue atacada y quemada hasta los cimientos. Casi cien personas fueron asesinadas más tarde en Suai, Timor Oriental, y llegaron informes de masacres similares desde todo Timor Oriental.
El referéndum se hizo el 30 de agosto, y mostró que una clara mayoría de la población (un 78,5%) estaba a favor de la independencia, y que no aceptaba ni siquiera la oferta alternativa de ser una provincia autónoma dentro de Indonesia, que se tenía que conocer con el nombre de Región Autónoma Especial de Timor Oriental (SARET, en las siglas en inglés). La gran mayoría del personal de la ONU encerrado en su complejo de Dili, que había sido inundado de refugiados, se negó a evacuar a menos que los refugiados también fueran retirados, insistiendo en que preferirían morir a manos de los grupos paramilitares. Al mismo tiempo, las tropas indonesias y las bandas paramilitares obligaron a más de 200,000 personas a ingresar en Timor Occidental, en campos descritos por Human Rights Watch como "condiciones deplorables". Después de varias semanas, el gobierno australiano ofreció permitir que los refugiados en el complejo de la ONU junto con el personal de la ONU fueran evacuados a Darwin, y todos los refugiados y todos excepto cuatro miembros del personal de la ONU fueron evacuados.
Cuando una delegación de la ONU llegó a Yakarta el 8 de septiembre, Habibie les dijo que los informes sobre el derramamiento de sangre en Timor Oriental eran "fantasías" y "mentiras". El General Wiranto del ejército indonesio insistió en que sus soldados tenían la situación bajo control y luego expresó su emoción por Timor Oriental cantando la exitosa canción de 1975 "Feelings" en un evento para esposas de militares.

## Fuerza de retirada y mantenimiento de la paz de Indonesia
La violencia fue recibida con ira pública generalizada en Australia, Portugal y otros lugares y activistas en Portugal, Australia, Estados Unidos y otras naciones presionaron a sus gobiernos para que tomaran medidas. Primer ministro australiano John Howard consultó al Secretario General de las Naciones Unidas Kofi Annan y presionó al U.S. Presidente Bill Clinton para apoyar una fuerza internacional de mantenimiento de la paz encabezada por Australia para ingresar a Timor Oriental y poner fin a la violencia. Estados Unidos ofreció recursos logísticos y de inteligencia cruciales y una presencia disuasoria "sobre el horizonte", pero no comprometió fuerzas para la operación. Finalmente, el 11 de septiembre, Bill Clinton anunció:

He dejado claro que mi voluntad de apoyar la futura asistencia económica de la comunidad internacional dependerá de cómo Indonesia maneje la situación a partir de hoy.

Indonesia, en una situación económica desesperada]], cedió. Habibie anunció el 12 de septiembre que Indonesia retiraría sus soldados y permitiría que una fuerza internacional de mantenimiento de la paz liderada por Australia entrara en Timor Oriental. La guarnición indonesia en el este de la isla era el Batallón 745, la mayor parte del cual fue retirado por mar, pero una compañía, tomando los vehículos y el equipo pesado del batallón, se retiró hacia el oeste a lo largo de la costa norte. camino, hacia Dili y la frontera con Indonesia, dejando muerte y destrucción a su paso. Asesinaron a docenas de aldeanos inocentes y desarmados en el camino y, cerca de Dili, mataron a un periodista e intentaron matar a dos más.
El 15 de septiembre de 1999, el Consejo de Seguridad de las Naciones Unidas expresó su preocupación por el deterioro de la situación en Timor Oriental y emitió .org/TMP/8437093.html Resolución 1264 del Consejo de Seguridad de las Naciones Unidas que pide una fuerza multinacional para restablecer la paz y la seguridad en Timor Oriental, proteger y apoyar la misión de las Naciones Unidas allí y facilitar las operaciones de asistencia humanitaria hasta el momento en que las Naciones Unidas realicen operaciones de mantenimiento de la paz. Se podría aprobar y desplegar una fuerza militar en la zona.

La Fuerza Internacional para Timor Oriental, o INTERFET, bajo el mando del mayor general australiano Peter Cosgrove, entró en Dili el 20 de septiembre y el 31 de octubre las últimas tropas indonesias habían abandonado Timor Oriental. La llegada de miles de tropas internacionales a Timor Oriental hizo que la milicia huyera a través de la frontera hacia Indonesia, de donde se produjeron incursiones transfronterizas esporádicas de la milicia contra las fuerzas de INTERFET.
La Administración de Transición de las Naciones Unidas en Timor Oriental (UNTAET) se estableció a finales de octubre y administró la región durante dos años. El control de la nación pasó al Gobierno de Timor Oriental y se declaró la independencia el 20 de mayo de 2002. El 27 de septiembre del mismo año, Timor Oriental se unió a las Naciones Unidas como su estado miembro número 191.
La mayor parte de las fuerzas militares de INTERFET eran australianas. Había más de 5,500 soldados australianos en su apogeo, incluida una brigada de infantería, con apoyo blindado y aéreo. Finalmente, 22 naciones contribuyeron más a la fuerza que en su apogeo tenía más de 11,000 soldados. Estados Unidos brindó apoyo logístico y diplomático crucial durante toda la crisis, mientras que el crucero USS Mobile Bay operaba en mar abierto a distancia, mientras barcos australianos, canadienses y británicos entraban en Dili. Un batallón de infantería de marina estadounidense de 1,000 hombres, además de blindados orgánicos y artillería, también estaba estacionado frente a la costa a bordo del USS Belleau Wood para proporcionar una reserva estratégica en caso de una oposición armada importante.
El 20 de septiembre de 1999 se desplegaron las tropas de paz de la Fuerza Internacional para Timor Oriental (InterFET), bajo mando australiano, que pacificaron la situación rápidamente. Por todo el mundo, y especialmente en Portugal, Australia y Estados Unidos, diversos activistas presionaron a sus gobiernos para que intervinieran, y el presidente norteamericano Bill Clinton llegó a amenazar a Indonesia, que pasaba una difícil situación económica, de retirarle los préstamos del Fondo Monetario Internacional. El gobierno de Indonesia aceptó retirar sus fuerzas y cedió el control de Timor a una fuerza multinacional. Las Naciones Unidas no tenían bastantes recursos para combatir los paramilitares directamente, y por eso, mediante la Resolución 1.264 de su Consejo de Seguridad, autorizaron la creación de una fuerza especial nombrada InterFET (Fuerza Internacional para Timor Oriental). En esta fuerza participaron unos 9.900 soldados de 17 países; 4.400 eran australianos, y del resto la mayoría venían de países del sureste asiático. El responsable de la InterFET era el general de división Peter Cosgrove. Las Tropas desembarcaron en Timor Oriental el 20 de septiembre de 1999.

### Otras lecturas
- Damaledo, Andrey (2018). Divided Loyalties: Displacement, belonging and citizenship among East Timorese in West Timor. Monographs in Anthropology series. Acton, ACT: ANU Press. ISBN 9781760462376.
- Stockings, Craig (2022). Born of Fire and Ash: Australian Operations in Response to the East Timor Crisis 1999-2000. The Official History of Australian Operations in Iraq & Afghanistan and Australian Peacekeeping Operations in East Timor, Volume I. Sydney: NewSouth Publishing. ISBN 9781742236230.

- Datos: Q152848
- Multimedia: Crises in East Timor 1999 / Q152848